# Zeuhl
 (juillet 2009).
Le terme zeuhl est utilisé en référence au groupe Magma, à l'origine de ce genre musical. Dans la langue imaginaire créée par son fondateur Christian Vander, le kobaïen,, « zeuhl désigne une sorte de mémoire cosmique en relation avec l’Univers, qui aurait mémorisé tous les sons  existants dans les profondeurs de notre esprit. C'est lorsqu'on arrive à se dégager de toutes choses en musique que cette mémoire entre en activité pour correspondre avec l'Univers tout entier. »
La Musique Zeuhl est une musique multidirectionnelle, spirituelle et céleste.

## Liste de groupes zeuhl
Plusieurs groupes de musique, fortement influencés par Magma, sont assimilés ou se réclament du mouvement zeuhl.[réf. souhaitée]

### En France
- Aluk Todolo
- ALTAÏS
- Art Zoyd
- Dün
- Eider Stellaire
- Eskaton
- Evohé
- Faustine Audebert
- Honeyelk
- Jean-Paul Prat
- Magma (« inventeur » du genre)
- Masal
- Noa
- NeBeLNeST
- Offering
- One Shot
- Paga Group
- Patrick Gauthier
- Potemkine
- Rhùn
- Scherzoo
- Setna
- Shub-Niggurath
- Sotos
- Troll
- Unit Wail
- VAK
- Vortex
- Weidorje
- Xing Sa
- Zao
- OZ Quartet
- Pete Charlemagne

### En Belgique
- Univers Zéro
- ZAÄAR

### Au Japon
- Koenji Hyakkei
- Ruins
- Korekyojinn
- Bondage Fruit
- Happy Family
- Daimonji
- Amygadala
- Soh Band

### Ailleurs
- Guapo (Angleterre)
- Runaway Totem (Italie)
- Universal Totem Orchestra (Italie)
- Sonota Islands Kommandoh (Italie)
- Corima (États-Unis)
- Dai Kaht (Finlande)